# Macon (Mississippi)
Macon is een plaats (city) in de Amerikaanse staat Mississippi, en valt bestuurlijk gezien onder Noxubee County.

## Demografie
Bij de volkstelling in 2000 werd het aantal inwoners vastgesteld op 2461.
In 2006 is het aantal inwoners door het United States Census Bureau geschat op 2816, een stijging van 355 (14,4%).

## Geografie
Volgens het United States Census Bureau beslaat de plaats een oppervlakte van
3,9 km², geheel bestaande uit land. Macon ligt op ongeveer 60 m boven zeeniveau.

## Plaatsen in de nabije omgeving
De onderstaande figuur toont nabijgelegen plaatsen in een straal van 32 km rond Macon.